# Парфёново (Сергиево-Посадский район)
Парфёново — село в Сергиево-Посадском районе Московской области России, входит в состав городского поселения Пересвет.

## Население
| 1859 | 1886 | 1895 | 1905 | 1926 | 2002 | 2006 | 2010 |
| ---- | ---- | ---- | ---- | ---- | ---- | ---- | ---- |
| 146  | ↘136 | ↘123 | ↗149 | ↗220 | ↘31  | ↘4   | ↗6   |

## География
Село Парфёново расположено на севере Московской области, в центральной части Сергиево-Посадского района, примерно в 65 км к северу от Московской кольцевой автодороги и 15,5 км к северу от станции Сергиев Посад Ярославского направления Московской железной дороги, по правому берегу реки Куньи бассейна Дубны.
В 15 км юго-восточнее деревни проходит Ярославское шоссе М8, в 5 км к юго-западу — Московское большое кольцо А108, в 27 км к западу — автодорога Р112. Ближайшие населённые пункты — посёлок Реммаш, деревня Красная Сторожка и село Иудино.
К селу приписаны два садоводческих товарищества (СНТ).

## История

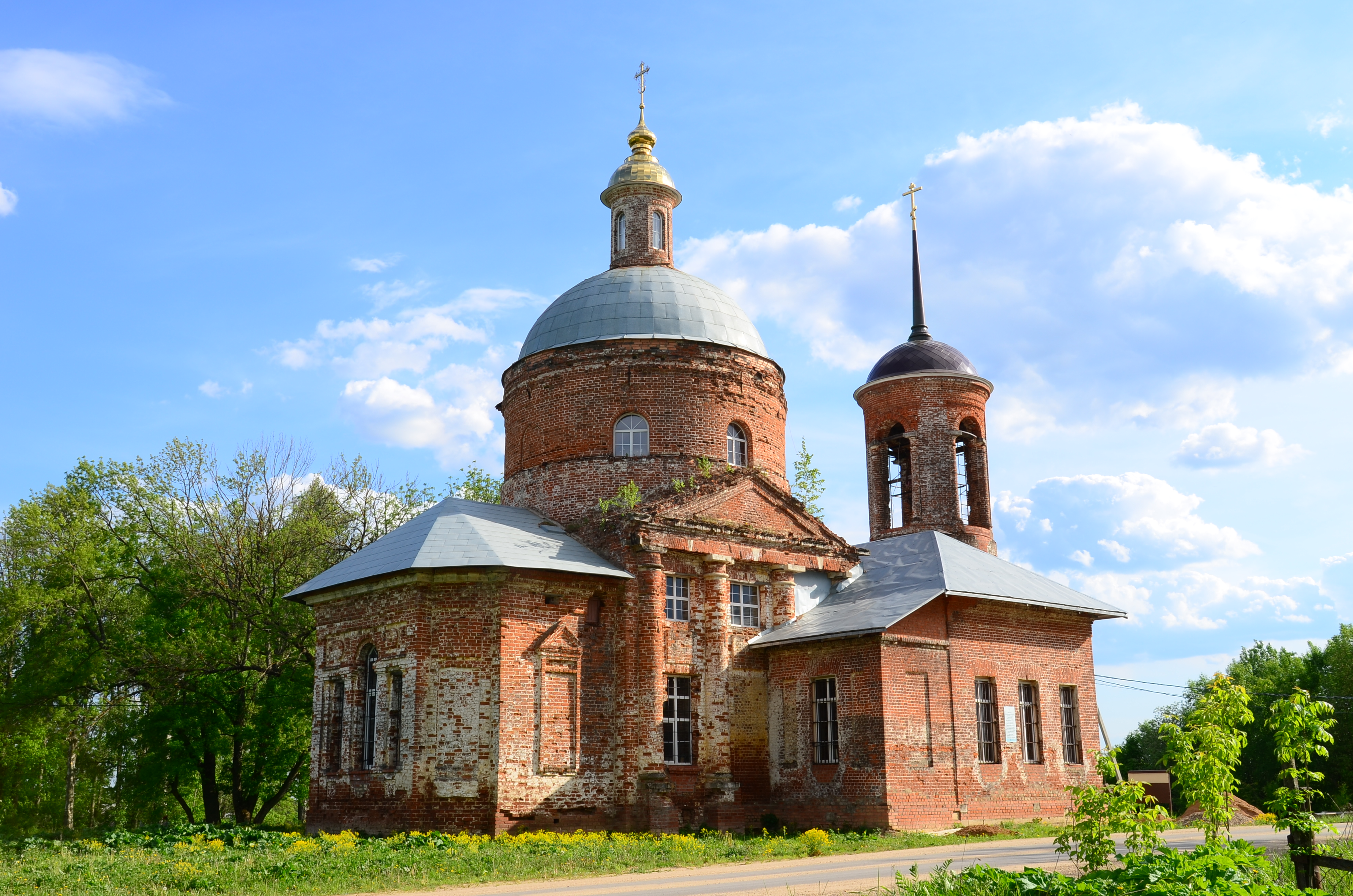
Церковь Богоявления Господня в Парфёново

В «Списке населённых мест» 1862 года — владельческое село 2-го стана Александровского уезда Владимирской губернии по левую сторону Угличского просёлочного тракта от границы Дмитровского уезда к Переяславскому, в 45 верстах от уездного города и 15 верстах от становой квартиры, при речке Кунье, с 19 дворами, православной церковью и 146 жителями (66 мужчин, 80 женщин).
По данным на 1895 год — село Ерёминской волости Александровского уезда с 123 жителями (58 мужчин, 65 женщин). Основным промыслом населения являлось хлебопашество, 12 человек, включая 2 подростков, уезжали на отхожий промысел.
По материалам Всесоюзной переписи населения 1926 года — село Лискинского сельсовета Ерёминской волости Сергиевского уезда Московской губернии в 2,1 км от шоссе Углич — Сергиев и 14,9 км от станции Вербилки Савёловской железной дороги; проживало 220 человек (119 мужчин, 101 женщина), насчитывалось 66 хозяйств (31 крестьянское).
С 1929 года — населённый пункт Московской области в составе:
- Иудинского сельсовета Сергиевского района (1929—1930)[14],
- Иудинского сельсовета Загорского района (1930—1954)[15],
- Мишутинского сельсовета Загорского района (1954—1963, 1965—1991)[15][16][17],
- Мишутинского сельсовета Мытищинского укрупнённого сельского района (1963—1965)[16],
- Мишутинского сельсовета Сергиево-Посадского района (1991—1994)[17],
- Мишутинского сельского округа Сергиево-Посадского района (1994—2006)[18],
- городского поселения Пересвет Сергиево-Посадского района (2006 — н. в.)[19][20].

## Достопримечательности
В селе находится церковь Богоявления Господня, представляющая собой однокупольный каменный храм в стиле классицизма с трапезной и колокольней. Была построена в 1810—1813 годах на средства местного помещика П. А. Остафьева (Астафьева) вместо деревянной церкви, существовавшей с начала XVII века. В 1931 году была закрыта, в 1998 году в неудовлетворительном состоянии возвращена верующим, ведётся ремонт. Является объектом культурного наследия России как памятник архитектуры регионального значения.